# Александер Парнелл
Александер Парнелл (англ. Alexander Purnell; нар. 30 січня 1995) — австралійський веслувальник, олімпійський чемпіон 2020 року, чемпіон світу.

## Виступи на Олімпіадах
| Олімпіада  | Дисципліна | Місце |
| ---------- | ---------- | ----- |
| Токіо 2020 | четвірки   | 1     |
| Париж 2024 | вісімки    | 6     |